# Kinomoto Sakura
Kinomoto Sakura (木之本 桜 Kinomoto Sakura) là một nhân vật giả tưởng, nhân vật chính trong bộ truyện tranh Cardcaptor Sakura. Sakura được giới thiệu là một cô bé 10 tuổi sống ở thị trấn Tomoeda ở Nhật Bản. Cô học trường Tiểu học Tomoeda trong câu chuyện về thẻ bài Clow và thẻ bài Sakura. Trong câu chuyện về thẻ bài Clear, cô là học sinh năm nhất của trường Sơ trung Tomoeda.

## Ý nghĩa tên
Tên của Sakura (桜) nghĩa là "hoa anh đào" trong tiếng Nhật còn họ của cô ấy, Kinomoto (木之本) theo nghĩa đen là "nguồn gốc của gỗ".

## Ngoại hình
Sakura có mái tóc nâu ngắn, da trắng và đôi mắt xanh ngọc lục bảo. Trong một số bản phác thảo manga và tác phẩm nghệ thuật chính thức, điều này đôi khi thay đổi. Ngoài mái tóc anime và đôi mắt của cô, mái tóc của cô đôi khi màu nâu, đôi mắt của cô đôi khi màu xám hoặc màu xanh, và da của cô đôi khi là da ôliu. Khi còn nhỏ, cô ấy có chiều cao thấp, nhưng dần dần tăng dần theo năm tháng.
Các bộ trang phục của Sakura thay đổi thường xuyên trong suốt series. Trang phục hàng ngày mang tính biểu tượng của cô thường mang nhất là đồng phục trường học của cô, cũng như trang phục chiến đấu của cô, thay đổi tùy theo mùa. Đồng phục trường học mùa đông của cô ấy là một chiếc áo sơ mi dài tay màu đen với tay áo màu đỏ và trắng, khăn choàng cổ màu trắng với một đường sọc đỏ, và một chiếc váy ngắn màu trắng nếp gấp với một chiếc váy ngủ màu trắng đầu gối. Vào những ngày lạnh đặc biệt, cô mặc một chiếc áo khoác dày màu đen với những huy hiệu trường học của cô ở mặt sau. Đồng phục mùa hè của cô ấy là một chiếc áo sơ mi trắng nửa cổ với khăn choàng màu đỏ và một bộ váy ngắn màu đen nịt. Trong suốt năm, đôi giày Mary Jane màu đen được mặc cùng với vớ trắng và một chiếc mũ thủy thủ màu trắng với viền màu đen.

## Tính cách
Sakura là một cô bé 10 tuổi rất năng động, đáng yêu, xinh đẹp, ngọt ngào, vui vẻ và tốt bụng. Cô rất giỏi thể thao, là thành viên trong đội cổ động của trường và là một vận động viên chạy xuất sắc, một đặc điểm mà cô được thừa hưởng từ ba mình. Câu thần chú "bất khả chiến bại" của cô, "Rồi mọi chuyện sẽ ổn thôi" ("絶対大丈夫だよ.", "Zettai daijōbu da yo.") đã giúp cô vượt qua vô số thử thách và chướng ngại vật để cô thành thạo các kĩ năng phép thuật của mình. Câu cửa miệng của cô là "Hoe!" (thường được kéo dài ra), được sử dụng bất cứ khi nào bị sốc hay sợ hãi dù chỉ một chút. Cô cũng thường xuyên hét lên "KERO, KHÔNG ĐƯỢC!!!" khi mắng Kero.
Cô ấy thường được ấn tượng là rất ngây thơ, vụng về, khá ngốc nghếch và không biết gì, nhưng có những lúc cô có thể nhận thức được. Món ăn yêu thích của cô ấy là trứng chiên, mì hải sản và công thức nấu ăn yêu thích của cô là pancake. Sinh nhật của cô ấy là ngày 1 tháng Tư. Cô rất ghét môn Toán, thích Thể dục và Âm nhạc, và nhóm máu của cô ấy là nhóm máu A.
Tinh thần lạc quan và đáng tin cậy đã giúp Sakura thân thiện với tất cả mọi người. Cô rất hướng ngoại và tập trung toàn bộ vào tình bạn của cô với mọi người, cho dù đó là người lạ, người quen hay đối thủ. Trên thực tế, tính cách của cô ấy là một yếu tố chi phối trong các mối quan hệ của cô ấy, đặc biệt là với Li Syaoran. Mặc dù đôi khi cô khá cả tin vào những gì mọi người nói với cô ấy, sự quyến rũ của cô ấy có thể chiến thắng bất cứ ai ( như đã thể hiện với Li Syaoran trong seri). Cô cũng được biết đến là rất sợ ma.
Sakura trở nên sợ ma vì anh trai cô, người có thể thấy những linh hồn, thường chỉ ra chúng. Mặc dù cô không nhìn thấy chúng, nhưng những mô tả như "có một mắt" hay "thiếu một bàn tay" thường khiến cô sợ hãi. Thế nên cô sợ ma sâu sắc từ nhỏ. Thế nhưng, cô không sợ thẻ bài Clow. Điều này được thể hiện rõ ràng như khi Sakura phát hiện ra rằng con ma trong công viên thực sự là thẻ bài Clow và cô không sợ nó nữa. Cô không biết những thứ liên quan đến bản thân nhưng lại nhận thức được về người khác. Mặc dù cô thường tìm hiểu những thông tin về bạn bè, cô thường giữ im lặng về chúng.
Bên cạnh bản chất ngọt ngào, dễ thương và vẻ đẹp của cô ấy, Sakura có tính khí rất nóng nảy. Điều này thường thấy khi Touya gọi cô là "quái vật" và khi cô và Kero đánh nhau. Tính khí của Sakura nóng nảy đến mức có lần đã khiến Touya phải sợ.

## Các mối quan hệ

### Li Syaoran
Mối quan hệ đáng chú ý nhất trong seri là giữa Sakura và Li Syaoran, phần lớn là do nửa sau của câu chuyện được dành rất nhiều cho sự phát triển của nó.
Cuộc gặp gỡ đầu tiên của học là vào ngày đầu tiên của Syaoran ở trường Tiểu học Tomoeda. Trước khi họ làm quen với nhau, Sakura cảm thấy rất bối rối khi nhận ra Syaoran lườm mình bằng ánh mắt căm ghét. Sau đó cậu đối mặt với cô, yêu cầu cô giao lại các thẻ bài Clow. Khi cô từ chối đưa chúng cho cậu, cậu đã cố giành lấy chúng bằng vũ lực. Anh trai của Sakura, Touya, đã can thiệp trước khi sự căng thẳng ngày càng tăng giữa hai người họ. Sau sự việc này, mối quan hệ giữa Sakura và Syaoran đã căng thẳng suốt một thời gian và mặc dù cô đã cố gắng làm bạn với cậu rất nhiều, cậu vẫn lạnh lùng và từ chối cô. Syaoran luôn chế giễu Sakura vì tin cô không xứng đáng với thẻ bài Clow. Tuy nhiên, Sakura từ chối sự trả đũa đó và đối xử tốt với cậu. Giống như mọi nhân vật khác trong câu chuyện, Syaoran đã bị thu hút trước bản tính hiền lành của cô và cuối cùng, họ đã trở thành bạn của nhau.
Một bước ngoặt trong mối quan hệ của họ xảy ra khi thẻ Earthy xuất hiện trong manga, khi Sakura rơi xuống kẽ hở sâu do lá bài tạo ra, Syaoran đã hét lên với cô và gọi cô bằng tên. Sau khi được Cerberus giải cứu, cô đáp lại rằng liệu cô có thể bắt đầu gọi cậu là "Syaoran-kun" được không. Điều này cũng được thể hiện song song trong anime, trong tập 57, Tomoyo, Syaoran, Eriol và Sakura đi tham quan bảo tàng gấu teddy. Tiếp theo là một cảnh trong thang máy giữa Sakura và Syaoran khi những sự việc tương tự như sự xuất hiện của thẻ bài Earthy trong manga. Syaoran hét lên tên của Sakura khi cô rơi xuống một cái hố. Sakura sau đó đã an toàn bằng cách sử dụng thẻ bài Float và nói với cậu cô đã nghe thấy cậu, và hỏi cậu cô có thể gọi cậu là "Syaoran-kun" thay cho "Li-kun" được không.
Xuyên suốt bộ tryện, Syaoran dần trở nên tận tâm chăm sóc Sakura một cách lãng mạn, đặc biệt sau khi Yue buộc cậu phải đối mặt với cảm xúc của mình ngay từ đầu trong câu chuyện thứ hai (thẻ bài Sakura) nhưng Sakura hoàn toàn không biết gì về tình cảm của cậu. Syaoran đỏ mặt thường xuyên hơn, và có nhiều lúc cậu trở nên vụng về khi có mặt cô. Sakura vẫn giữ nụ cười hồn nhiên trên khuôn mặt hoặc bối rối hay lo lắng khi cậu bị ngã.
Trong manga, Sakura đã dành sự ưu ái cho cậu bằng cách dành một tuần để may cho cậu một bộ yukata sau khi cậu đồng ý đi cùng cô tới một lễ hội, mặc dù cậu cảm thấy lo lắng khi thấy cô đến trường và đeo băng gạc. Trong anime, Sakura đã đan cho cậu một cái khăn quàng cổ và đã bị thiếu ngủ suốt mấy ngày.
Sakura cuối cùng cũng đã nhận ra tình cảm của Syaoran khi cậu tự mình thú nhận vào tập gần cuối, sau trận chiến cuối cùng với Hiiragizawa Eriol. Điều này đến như một cú sốc hoàn toàn đối với cô và nó luôn hiện hữu trong tâm trí của cô trong vài ngày sau đó. Sau khi nói chuyện với bạn bè về lí do tại sao cô cảm thấy buồn và bối rối về cảm xúc của mình, cô nhận ra rằng cô có thể yêu Syaoran hơn là một người bạn. Cô tới nhà cậu để nói chuyện với cậu, nhưng chỉ để biết được rằng cậu sắp trở về Hong Kong. Trái tim cô đau đớn, và cô đã nói với chính mình rằng không muốn cậu rời đi. Điều này đã khiến cô kết luận rằng cậu chính là "người số 1" của cô, và cô vội vã về nhà để làm cho cậu một con gấu bông trước khi cô thú nhận cảm xúc mới phát hiện ra của mình khi Syaoran đột ngột trở về Hong Kong (dù chỉ là tạm thời). Cậu yêu cầu cô đợi cậu về và cô hứa vì cậu là người cô yêu quí nhất.
Hai năm sau, họ trở thành một đôi. Bộ anime đã kéo dài sự hồi hộp với việc Sakura chưa trả lời cậu vào tập cuối. Thay vào đó, câu trả lời của cô đến vào cuối Movie thứ 2, sau nhiều lần thất bại trong suốt bộ phim.

2 con gấu bông (trong hình bên) được đặt tên làn lượt là Sakura và Syaoran, đề cập đến một truyền thống hư cấu rằng khi hai người làm gấu bông cho nhau và đặt tên theo người mình tặng thì hai người sẽ mãi là một đôi. Trong manga, Sakura và Syaoran đặt tên cho hai con gấu bông khi Sakura thú nhận tình cảm của mình với cậu. Tuy nhiên điều này đã được thay đổi trong anime, khi Syaoran tặng con gấu bông của cậu cho Sakura (Sakura đã yêu cầu cậu làm thế) trong tập 70, nhưng Sakura chưa tặng con nào cho cậu mà chỉ mới tặng một con cho Yukito trong những tập đầu của seri.

Trong Movie thứ 2, 4 tháng sau chuyến bay của Syaoran, Sakura đã bày tỏ mong muốn thổ lộ tình cảm của mình cho Syaoran với Tomoyo. Không biết gì về cô, Syaoran đã về Nhật Bản cùng cô em họ Li Meiling, người có những cuộc điện thoại bí mật với Tomoyo - người đã giúp lên kế hoạch cho cuộc trở lại của họ. Tomoyo và Meiling đã lên kế hoạch cho những buổi đi chơi cho Sakura để cô thổ lộ cảm xúc của mình cho Syaoran. Thế nhưng cô luôn bị gián đoạn bởi Kero, Touya và sự thức tỉnh của thẻ bài Nothing. Trong trận chién cuối cùng, Nothing đã nhốt Sakura giữa hai khoảng trống trên cầu thang của tòa tháp. Sakura đã cố gắng thuyết phục Nothing về những việc sai trái mà cô ấy đã gây ra cùng sự giúp đỡ của 52 lá bài khác. Khi Sakura đổi Nothing sang thẻ bài Sakura, sẵn sàng mất đi tình cảm quý giá nhất của mình để đánh đổi với cái giá để niêm phong nó, cô hối hận vì đã không nói cho Syaoran biết cảm xúc của mình. Tuy nhiên, lá bài chọn Syaoran thay vào đó, người đến đúng lúc, vì còn nhiều năng lượng phép thuật. Sakura, không thể đến chỗ Syaoran, chỉ có thể đứng nhìn thẻ Nothing ảnh hưởng lên Syaoran. Tuy nhiên, hiệu ứng của thẻ Nothing đã được loại bỏ thành công bới thẻ Nameless, và biến nó thành thẻ bài Hope. Sakura thú nhận tình cảm của mình vì cô tưởng rằng Syaoran đã quên mình rồi. Cô bắt đầu khóc, nhưng Syaoran trả lời một cách bất ngờ rằng cậu cũng yêu cô, nghĩa là cậu không mất đi cảm giác quan trọng nhất. Khi mặt trời mọc, thiệt hại do thẻ bài The Nothing bắt đầu biến mất. Tuy nhiên, Sakura vô cùng vui mừng và cô đã sử dụng thẻ bài Jump ngay lập tức và nhảy qua khoảng trống giữa hai cầu thang để đến với Syaoran, bất chấp lời khuyên của Syaoran là phải chờ cầu thang quay trở lại rồi mới qua được. Bộ phim kết thúc trên một vách đá với Sakura ở giữa không trung, nhưng một hình ảnh tĩnh được phát hành cùng với bộ phim cho thấy cô thực hiện bước nhảy vọt, ngay trong vòng tay của Syaoran.